# Windą do nieba
 "Windą do nieba" (tiếng Anh: "A Lift to Heaven") là một bài hát năm 1977 của ban nhạc Ba Lan 2 Plus 1.

## Thông tin bài hát
Bài hát được sáng tác dưới dạng một bản pop ballad của Janusz Kruk, trưởng nhóm của ban nhạc, và lời bài hát được viết bởi Marek Dutkiewicz, một nhà viết lời và nhà báo nổi tiếng người Ba Lan. Nó xuất hiện lần đầu tiên trên một bản ghi các tông được phát hành bởi Tonpress vào năm 1977, một phương tiện phổ biến thường thay thế định dạng duy nhất trong Ba Lan trước những năm 1990. Vào năm 1978, "Windą do nieba" đã được phát hành trên LP thứ tư của 2 Plus 1, Teatr na drodze, và là mặt B trong đĩa đơn "Ding-dong", cả bởi Bulgkie Nagrania Muza. Ban nhạc đã biểu diễn cả "Windą do nieba" và "Ding-dong" tại Liên hoan phim Sopot năm 1978 và giành giải nhất.
"Windą do nieba" vẫn là một trong những bài hát được biết đến rộng rãi nhất trong các tiết mục của ban nhạc, cũng như cái gọi là "thường xanh", vì nó đã ăn sâu vào lịch sử âm nhạc nổi tiếng Ba Lan. Bài hát đã được hát lại bởi rất nhiều nghệ sĩ, trong đó có Mandaryna, người cover lại một phiên bản vũ đạo cho album của mình 2005 Mandarynkowy sen và sau đó đã hát các ca khúc với độ hit cực cao của mình tại Liên hoan Sopot. Do lời bài hát, "Windą do nieba" thường được trình diễn tại các đám cưới của Ba Lan, đây là một nghịch lý, vì các bài hát kể về một tình yêu không hạnh phúc.

## Video âm nhạc
Video âm nhạc cho bài hát được Jerzy Woźniak quay thành một phần của một bộ phim âm nhạc bao gồm các video của ban nhạc. Đoạn clip ghi lại một đám cưới truyền thống ở đâu đó ở vùng nông thôn Ba Lan, với Elżbieta Dmoch và Janusz Kruk biểu diễn bài hát trong khi nhảy giữa những vị khách khác. Những cảnh này được xen kẽ với các cảnh quay của Elżbieta tạo dáng trên nền trắng. Một phiên bản alternative của bài hát đã được sử dụng trong video âm nhạc.